# 田邊美穂
田邊 美穂（たなべ みほ、5月4日 - ）は、日本のモデル、モデルウォーキングアドバイザーとして育成もしている。ローカルタレント。2011年のみロアッソ熊本アシスタントDJとして活動していた。

## 人物
- 北海道千歳市出身。
- 尚絅短期大学家政科家政専攻を卒業。血液型はB型。
- 福岡、東京などでモデル活動を行っていたが、近年では地元熊本でイベント司会、ウォーキングなど活動をひろげている（テレビやラジオに出演するようになったのは最近のこと）。
- 身長171cm。はんにゃの金田哲に似ていると言われている（ロアッソ熊本の紹介で自らコメントしている）。さっぱりした性格。
- 中学校家庭課教諭II種免許、サプリメント管理士、フードアナリストなど食に関する資格を持つ。
- 熊本WASSAMODA、ねんりんピック熊本（2011）、ミスコンなど新人モデル育成の他、健康ウォーキングなども指導。

## 出演番組
- KBCドォーモ
- FBSナチコラル学園
- RKK熊本コレクション ウォーキング密着取材
- RKK夕方いちばん
- RKKひっとでた!
- OBCラジオ
- スカイパーフェクトTV「Jリーグ」

## 雑誌・情報誌
- くまもと経済
- 月刊誌mocos
- 女性セブン